# J.J. Dampe
Jacob Jacobsen Dampe (født 10. januar 1790 i København, død 22. december 1867 sammesteds) var en dansk teolog og politisk aktivist.
Efter at han var blevet student, skabte han sig en meget solid, akademisk løbebane ved først at vinde universitetets guldmedalje for besvarelsen af en prisopgave i æstetik og derefter at erhverve sig den filosofiske doktorgrad i 1812 på en afhandling om koranens etik. 3 år før var han blevet cand. theol., og i årene 1811-16 virkede han som adjunkt ved Slagelse Latinskole. Han redigerede "Avis for ti Kjøbstæder - Slagelse, Sorøe, Ringsted, Korsøer, Kallundborg, Holbek, Nykjøbing, Nestved, Skjelskjør, Vordingborg og deres Omegn" fra nr. 1 den 1. januar 1815 frem til og med nr. 43 den 27. maj 1815. Dampe helligede sig i de følgende år en privatlærervirksomhed i København, hvor han fortsatte sine filosofiske studier og litterære arbejder. Samtidig fulgte han intenst med i de politiske bevægelser, som dukkede op i Europa under Den Hellige Alliance. Privatlærervirksomheden skrantede dog efterhånden så meget, at han kom i alvorlig økonomisk nød i 1820. Samtidig indså Dampe, at kampen mellem konservative og liberale principper, mellem reaktion og fremskridt, måtte blive stadig skarpere, og han følte sig overbevist om, at bevægelsen også ville forplante sig til Danmark. På baggrund af den forventning besluttede han at blive politiker og reformator. Han lagde en plan, der i store træk gik ud på at få sammenkaldt en nationalforsamling, som skulle sætte en forfatningsmæssig regering i stedet for enevælden, om nødvendigt med anvendelse af våbenmagt. Dampe og hans ven H. C. Jørgensen ville stifte Jernringsforeningen, der skulle forberede gennemførelsen af planen, og som især skulle forsøge at vinde hæren for den.
Dampe havde næppe nogen klar forestilling om projektets gennemførlighed, og det blev kvalt allerede under de første forberedelser. Han blev via stråmænd lokket til at fremsætte sine synspunkter offentligt, og efter at være blevet forrådt af en af sine fortrolige, blev han arresteret i november 1820, og hans papirer konfiskeret. Han blev tiltalt for højforræderi og majestætsforbrydelse, og dømt til døden. Straffen ændrede Frederik 6. dog til livsvarigt fængsel, og Dampe var derefter indsat som fange i Kastellet og blev underkastet grov vold og isolation, som han selv fortæller om i sine erindringer, Fortælling om mit fængsel i hårdeste grad i tyve år og min forvisning i syv år, lidelser mig tilføjede formedelst min lære om folkets ret. Han fortæller om isolationen: "Og jeg havde aldeles ingen hjælp, slet ingen. I denne morderhule, hvori jeg var bestemt til at rådne langsomt til døde, så jeg kun omkring mig de mørke mure, døren med de svære låse udenfor, det jerngitrede vindue, som var så højt oppe, at jeg ikke kunne nå op dertil, uden stående på en stol, som atter var sat på en kuffert...den bom slået ned, som adskilte mig fra livet, og intet medmenneske fa den ydre verden, hvorefter min tanke uafladeligt higede, intet medmenneske derfra, som rakte mig hånden tli hjælp..." 
Dampe var derefter på Christiansø i 20 år. Statsfængslet "Ballonen" på Frederiksø blev bygget i 1825 til Dampe. På første sal i fængselsbygningen er der en lille udstilling om ham med en kopi af hans celle - han sad i enecelle i femten år. Da han var statsfange og ikke forbryder, betød det, at hans materielle vilkår var tålelige, og han modtog dagpenge til indkøb af daglige fornødenheder. Han havde en soldat til oppasser, som han kunne tale med, men ellers fik han ikke lejlighed til at omgås eller tale med andre mennesker. Christian 8. lempede hans vilkår i 1840, og indtil 1848 levede han i Rønne under polititilsyn. Ifølge den amnesti, som Frederik 7. udstedte i forbindelse med sin tronbestigelse den 20. januar 1848, fik Dampe fuldstændig frihed og kunne flytte til København. Efter indførelsen af den frie forfatning i 1849 modtog han som en erkendtlighed en statspension på 360 rigsdaler, senere forhøjet til 500.
Dampe flyttede straks til hovedstaden, og boede sandsynligvis hos sine børn, indtil han senere kom på finansloven. Hans forfatningsmæssige idéer blev efterhånden virkeliggjort, og Grundloven var næsten identisk med det, han havde kæmpet for i 1820; men den nye tids mænd overså ham helt. Han døde ubemærket på Kommunehospitalet, og hans nekrolog indskrænkede sig til nogle få linjer i Københavns aviser.
Dampe var gift med med Dorthea Kristine Jonnissen Boye. Nogle af deres børn bosatte sig på Kalundborgegnen, og Kalundborg Museum modtog under anden verdenskrig to lysestager fra et af Dampes oldebørn. I efteråret 1999 arrangerede Mads Findal Andreasen ved Kalundborg Museum en udstilling om Dampe, hvor man gjorde op med myten om, at den danske grundlov blev fredeligt til uden modstand.
Som forløber for forfatningsbevægelsen i Danmark, og som den første martyr for den politiske liberalismes sag, modtog Dampe i den sidste del af sit liv en årlig statsunderstøttelse. I 2003 blev der på Christiansø rejst en mindesten i granit til ære for J.J. Dampe. Skuespillerne Preben Harris og Inge Sofie Skovbo opførte dertil i forsamlingshuset Månen forestillingen Doktor Dampe, en demokrat i lænker, som var skrevet af Niels Brunse, havde premiere på Rialto-teatret og blev nomineret til Årets Reumert i 2003.
Iselin C. Hermann har skrevet romanen Dampe, hvor reformatoren optræder som et genfærd.